# Т-2 (токсин)
T-2 токсин (известный также, как «Жёлтый дождь») — органическое соединение, трихотеценовый микотоксин, продуцируемый при метаболизме токсинов плесневых грибов рода фузариум, чрезвычайно токсичен для эукариотических организмов. Вследствие употребления заплесневевшего зерна или муки возникают отравления человека или сельскохозяйственных животных — алиментарный токсический агранулоцитоз (у человека) или Т-2 токсикоз (у животных).
Токсины Т-2 отнесены к биологическим агентам, которые могут быть использованы в качестве биологического оружия.
Клинические проявления интоксикации —алиментарный токсический агранулоцитоз и множественные симптомы поражения органов при попадании токсического агента на кожу, в лёгкие или в желудок.

## Жёлтый дождь
Название Жёлтый дождь возникло во второй половине 1970-х годов, когда в западных СМИ появилась информация о применении провьетнамскими коммунистическими правительствами Лаоса и Камбоджи (находившейся на территории этих стран армией Вьетнама) химического оружия против повстанцев-хмонгов и красных кхмеров. Некоторые эксперты высказывали сомнения в достоверности этих сообщений. Другие эксперты благодаря собственным исследованиям в лагерях беженцев — красных кхмеров — и проверенным на полиграфе показаниям обученных в СССР применению химического и биологического оружия и обороне от него высокопоставленных северовьетнамских перебежчиков на сторону США показали, что жёлтый цвет — это результат применения захваченных вьетнамцами у американцев красителей, используемых для отслеживания падения бомб, или следы дефекации пострадавших при бомбовых ударах пчелиных роев, а заражение микотоксинами произошло от естественных причин и не связано с этими красителями и пчелиными роями. Врачи красных кхмеров признавались, что больные были проинструктированы красными кхмерами сообщать об использовании этого оружия. Безусловно, военные действия способствовали заражению зерна плесневыми грибками, так как зерно стали хранить в неподходящих условиях для того, чтобы его не изъяли противоборствующие стороны. Этот токсин не является эффективным оружием, его применение просто нецелесообразно, что не исключало применения других видов химического и биологического оружия, не сопровождавшегося никаким жёлтым дождём, но считавшие себя пострадавшими от жёлтого дождя воздействию другого химического и биологического оружия также не подвергались.